# مارسين كامينسكي
مارسين كامينسكي (بالبولندية: Marcin Kamiński)‏ (15 يناير 1992 في كونين، بولندا) لاعب كرة قدم بولندي يجيد اللعب في مركز قلب الدفاع ويلعب حاليا في نادي ليخ بوزنان البولندي منذ 2009.

## روابط خارجية
- مارسين كامينسكي على موقع الاتحاد الأوربي (الإنجليزية)
- مارسين كامينسكي على موقع قاعدة بيانات كرة القدم.إي يو (الإنجليزية)
- مارسين كامينسكي على موقع ناشيونال فوتبول تيمز (الإنجليزية)
- مارسين كامينسكي على موقع Soccerbase.com (لاعب) (الإنجليزية)
- مارسين كامينسكي على موقع Soccerway.com (الإنجليزية)
- مارسين كامينسكي على موقع عالم كرة القدم.نت (الإنجليزية)
- مارسين كامينسكي على موقع AS.com (الإسبانية)